# Archidiecezja łódzka
Archidiecezja łódzka (łac. Archidioecesis Lodziensis) – jedna z 14 archidiecezji obrządku łacińskiego w polskim Kościele katolickim. Ustanowiona diecezją 10 grudnia 1920 przez papieża Benedykta XV, archidiecezją podległą bezpośrednio Stolicy Apostolskiej przez Jana Pawła II 25 marca 1992 bullą „Totus Tuus Poloniae Populus” (z łac. „Cały Twój lud w Polsce”). Jan Paweł II 24 lutego 2004 ustanowił metropolię łódzką, w skład której wchodzą archidiecezja łódzka i diecezja łowicka.

## Historia
Kościoły na ziemi łęczyckiej (na której położona jest Łódź) istnieją od XI wieku, jak choćby w Inowłodzu czy w Tumie. Pierwszy kościół w Łodzi powstał w latach 1364–1366, jednak pierwsza wzmianka o kościele parafialnym pochodzi z 1424 r. Najpierw Łódź należała do diecezji gnieźnieńskiej, od 1765 r. – włocławskiej, a od 1818 r. do warszawskiej. Dopiero 10 grudnia 1920 r. papież Benedykt XV bullą Christi Domini powołał do życia diecezję łódzką, która liczyła 5 dekanatów, 67 parafii, 126 księży i przeszło 500 tys. wiernych. Pierwszym ordynariuszem został 11 kwietnia 1921 r. ks. Wincenty Tymieniecki. W 1925 roku Pius XI wprowadził nową administrację w kościele polskim, wynikiem czego było poszerzenie diecezji łódzkiej, która od tego czasu liczyła 105 parafii, 195 księży i blisko milion wiernych. W 1934 r. po śmierci Wincentego Tymienieckiego, nowym ordynariuszem został ks. Włodzimierz Jasiński. Kiedy w 1939 r. wybuchła wojna, było wiadomo, że działalność katolicka będzie zabroniona, większość księży wywieziono do obozu w Dachau. W latach 1939–1945 zginęło w sumie 155 księży z diecezji łódzkiej. Po wojnie rezygnację z urzędu ordynariusza złożył bp Jasiński, jego następcą został ks. Michał Klepacz, który sprawował rządy do 1967 r. Jego następcą został ks. Józef Rozwadowski. W 1986 r. przeszedł na emeryturę, a jego urząd przejął bp Władysław Ziółek. 13 czerwca 1987 r., w ramach II Krajowego Kongresu Eucharystycznego Łódź odwiedził Jan Paweł II. Papież ten, przez reformę administracyjną Kościoła w Polsce wprowadzoną 25 marca 1992 r. bullą Totus Tuus Poloniae populus podniósł Łódź do rangi arcybiskupstwa.
Archidiecezja łódzka jest jedną z diecezji, które mają najmniej praktykujących wiernych w Polsce. Według danych za 2013 rok Instytutu Statystyki Kościoła Katolickiego wskaźnik wiernych uczestniczących w tej diecezji w niedzielnych mszach (dominicantes) wyniósł 26,5%, co plasuje ją na trzecim od końca miejscu pod tym względem. Natomiast wskaźnik przyjmujących komunię św. w tymże roku wyniósł 11,6%.
Wśród świętych i błogosławionych związanych z ziemią łęczycką i archidiecezją są:
- św. Faustyna Kowalska – zakonnica, apostołka Miłosierdzia Bożego, mistyczka i wizjonerka, mieszkała w Łodzi w latach 1922-1924, gdzie na skutek objawień Pana Jezusa podjęła decyzję o wstąpieniu do zakonu, oficjalna patronka miasta Łodzi
- św. Urszula Ledóchowska – założycielka Sióstr Urszulanek Serca Jezusa Konającego, wychowawczyni dzieci i młodzieży, w latach dwudziestych XX wieku pracowała i posługiwała w Łodzi, gdzie zainicjowała Dziecięcą Krucjatę Eucharystyczną
- św. Maksymilian Maria Kolbe – franciszkanin konwentualny, męczennik II wojny światowej, w dzieciństwie mieszkał w Łodzi i Pabianicach
- bł. Rafał Chyliński – zakonnik, opiekun ubogich i chorych, zmarły w Łagiewnikach (obecnie dzielnica Łodzi)
- bł. Maria Karłowska – założycielka Zgromadzenia Sióstr Pasterek od Opatrzności Bożej, opiekunka ubogich, posługiwała wśród prostytutek, na przełomie lat dwudziestych i trzydziestych XX wieku pracowała i posługiwała w Łodzi, uhonorowana w 1928 roku Złotym Krzyżem Zasługi za działalność społeczną
- bł. Anastazy Pankiewicz – bernardyn, założyciel Zgromadzenia Sióstr Antonianek, budowniczy i gwardian klasztoru franciszkanów w Łodzi na osiedlu Doły, męczennik II wojny światowej
- bł. Herman Stępień – franciszkanin konwentualny, pochodzący z Łodzi (parafia Podwyższenia Krzyża świętego), gorliwy duszpasterz,
- bł ks. Michał Woźniak - na początku XX wieku był jednym z wikariuszy Parafii Podwyższenia Świętego Krzyża w Łodzi, męczennik II wojny światowej

## Biskupi

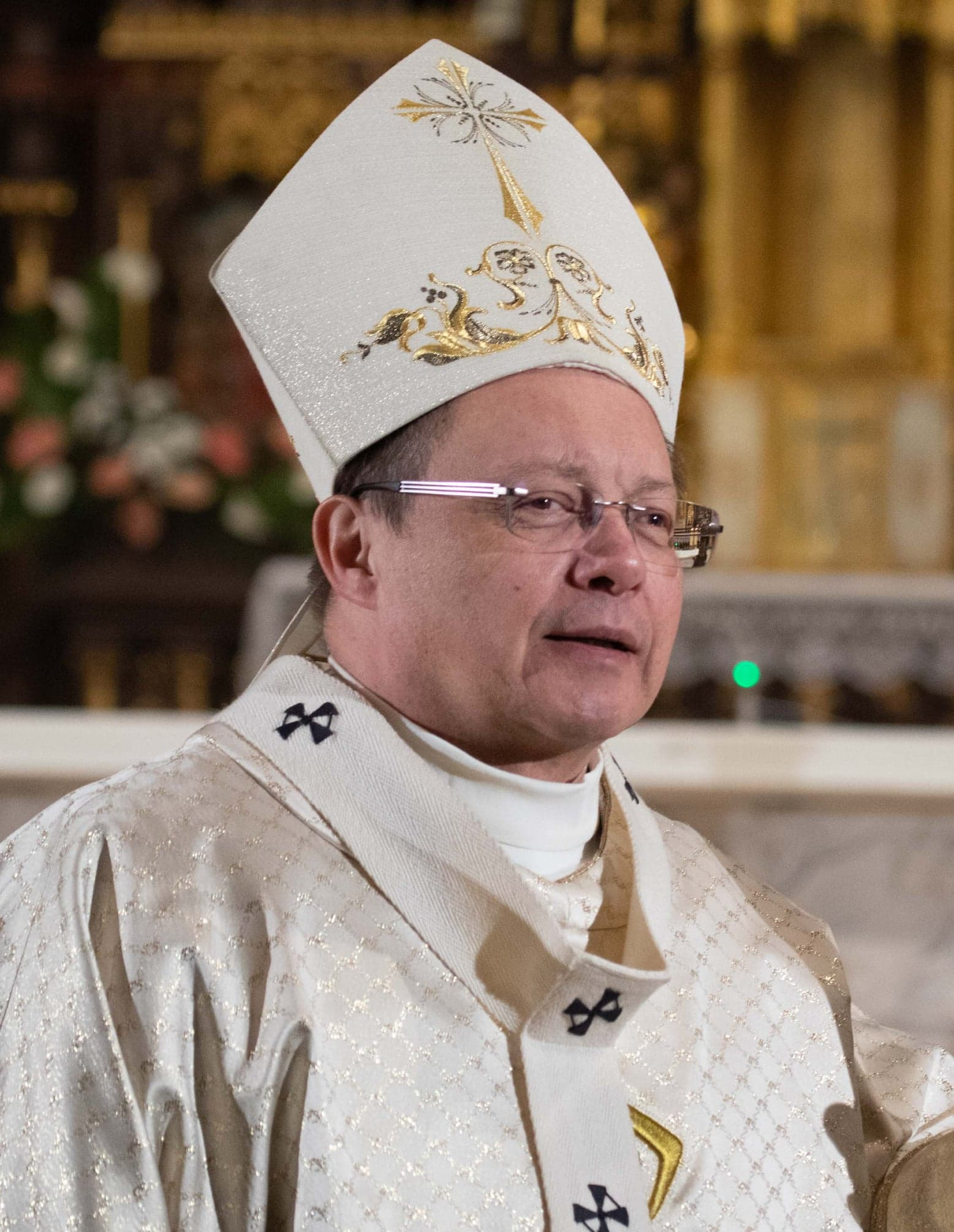
Grzegorz Ryś – metropolita

### Biskup diecezjalny
- kard. Grzegorz Ryś – metropolita łódzki od 2017

### Biskupi pomocniczy
- bp Marek Marczak (wikariusz generalny) – od 2015, sekretarz generalny Konferencji Episkopatu Polski od 2024
- bp Piotr Kleszcz OFMConv (wikariusz generalny) – od 2024
- bp Zbigniew Wołkowicz (wikariusz generalny) – od 2024

### Biskupi seniorzy
- abp Władysław Ziółek – biskup diecezjalny w latach 1986–2012 (arcybiskup od 1992, metropolita od 2004), senior od 2012
- bp Ireneusz Pękalski – biskup pomocniczy w latach 2000–2025

## Miasta diecezji
| miasto                   | dekanat | liczba parafii |
| ------------------------ | --- | -------------- |
| Aleksandrów Łódzki       | aleksandrowski | 2              |
| Bełchatów                | bełchatowski | 7              |
| Brzeziny                 | brzeziński | 3              |
| Jeżów                    | brzeziński | 1              |
| Koluszki                 | koluszkowski | 2              |
| Konstantynów Łódzki      | konstantynowski | 4              |
| Lutomiersk               | konstantynowski | 1              |
| Ozorków                  | ozorkowski | 2              |
| Pabianice                | pabianicki | 7              |
| Parzęczew                | ozorkowski | 1              |
| Piotrków Trybunalski     | piotrkowski | 7              |
| Poddębice                | poddębicki | 1              |
| Rzgów                    | tuszyński | 1              |
| Stryków                  | strykowski | 1              |
| Sulejów                  | sulejowski | 1              |
| Tomaszów Mazowiecki      | tomaszowski | 5              |
| Tuszyn                   | tuszyński | 2              |
| Ujazd                    | tomaszowski | 1              |
| Wolbórz                  | wolborski | 1              |
| Zduńska Wola (Karsznice) | łaski | 1              |
| Zelów                    | zelowski | 1              |
| Łask                     | łaski | 3              |
| Łódź                     | Łódź Bałuty, Łódź Chojny-Dąbrowa, Łódź Olechów, Łódź Radogoszcz, Łódź Retkinia-Ruda, Łódź Stoki, Łódź Śródmieście, Łódź Teofilów-Żubardź, Łódź Widzew | 65             |

## Sanktuaria na terenie diecezji
- Będków - Sanktuarium Matki Bożej Będkowskiej (kościół Narodzenia Najświętszej Maryi Panny w Będkowie)
- Pabianice - Sanktuarium św. Maksymiliana Marii Kolbego (kościół Świętego Maksymiliana Marii Kolbego w Pabianicach)
- Piotrków Trybunalski - Sanktuarium Matki Bożej Piotrkowskiej (kościół Kościół Znalezienia Krzyża Świętego w Piotrkowie Trybunalskim)
- Piotrków Trybunalski - Sanktuarium Matki Bożej Trybunalskiej (kościół Świętego Franciszka Ksawerego w Piotrkowie Trybunalskim)
- Stare Skoszewy - Sanktuarium Wniebowzięcia Najświętszej Maryi Panny (kościół Wniebowzięcia Najświętszej Maryi Panny i Świętej Barbary w Starych Skoszewach)
- Tomaszów Mazowiecki - Sanktuarium św. Antoniego (kościół Świętego Antoniego Padewskiego, Świętego Stanisława Biskupa i Męczennika oraz Matki Boskiej Różańcowej w Tomaszowie Mazowieckim)
- Witów - Sanktuarium Matki Bożej Zwiastowania (kościół Świętej Małgorzaty i Świętego Augustyna w Witowie)
- Łask - Sanktuarium Matki Bożej Łaskiej (kościół Niepokalanego Poczęcia Najświętszej Maryi Panny i Świętego Michała Archanioła w Łasku)
- Łobudzice - Sanktuarium Matki Bożej Pocieszenia i Niebieskiej Lekarki (kościół Świętego Wawrzyńca w Łobudzicach)
- Łódź - Sanktuarium Chojeńskiej Matki Bożej Pocieszenia (kościół Świętego Wojciecha Biskupa i Męczennika w Łodzi)
- Łódź - Sanktuarium Matki Bożej Zwycięskiej (kościół Matki Bożej Zwycięskiej w Łodzi)
- Łódź - Sanktuarium Miłosierdzia Bożego (kościół Miłosierdzia Bożego w Łodzi)
- Łódź - Sanktuarium Najświętszego Imienia Jezus (kościół Najświętszego Imienia Jezus w Łodzi)
- Łódź - Sanktuarium Wniebowzięcia Najświętszej Maryi Panny (kościół Wniebowzięcia Najświętszej Maryi Panny w Łodzi)
- Łódź - Łagiewniki - Sanktuarium św. Antoniego (kościół Świętego Antoniego Padewskiego i Świętego Jana Chrzciciela w Łodzi)
- Łódź - Sanktuarium Świętości Życia (kościół Świętego Wincentego Pallottiego w Łodzi)
- Łódź - Bonifraterskie Sanktuarium Matki Bożej Uzdrowienia Chorych (Szpital Zakonu Bonifratrów św. Jana Bożego w Łodzi)

## Kapituły
- Kapituła Archikatedralna Łódzka
- Kapituła Kolegiacka Łaska
- Kapituła Kolegiacka Wolborska

## Dekanaty
- Dekanat Aleksandrowski (Aleksandrów Łódzki, Bełdów, Dalików, Grotniki, Rąbień, Łódź)
- Dekanat Bełchatowski (Bełchatów, Łękawa, Krzepczów, Suchcice)
- Dekanat Brzeziński (Brzeziny, Jeżów, Kołacinek, Rogów, Stare Skoszewy)
- Dekanat Koluszkowski (Koluszki, Justynów, Gałków Duży, Kaletnik, Nowe Chrusty, Świny, Łaznów, Rokiciny-Kolonia
- Dekanat Konstantynowski (Konstantynów Łódzki, Kazimierz, Kwiatkowice, Lutomiersk, Mikołajewice)
- Dekanat Łaski (Łask, Borszewice, Okup Wielki, Wiewiórczyn, Wrzeszczewice, Zduńska Wola-Karsznice, Dobroń, Teodory)
- Dekanat Łodź Bałuty (Łódź)
- Dekanat Łódź Chojny-Dąbrowa (Łódź)
- Dekanat Łódź Olechów (Łódź, Kurowice, Wola Rakowa, Andrespol, Bedoń)
- Dekanat Łódź Radogoszcz (Łódź)
- Dekanat Łódź Retkinia-Ruda (Łódź)
- Dekanat Łódź Stoki (Łódź)
- Dekanat Łódź Śródmieście (Łódź)
- Dekanat Łódź Teofilów-Żubardź (Łódź)
- Dekanat Łódź Widzew (Łódź)
- Dekanat Ozorkowski (Ozorków, Gieczno, Leźnica Wielka, Modlna, Parzęczew, Sokolniki-Las, Solca Wielka)
- Dekanat Pabianicki (Pabianice, Górka Pabianicka, Ksawerów, Wola Zaradzyńska)
- Dekanat Piotrkowski (Piotrków Trybunalski, Gomulin, Szydłów)
- Dekanat Poddębicki (Poddębice, Bałdrzychów, Budzynek, Domaniew, Kałów, Tur, Wartkowice)
- Dekanat Strykowski (Stryków, Kalonka, Bratoszewice, Dobra, Koźle, Niesułków, Szczawno)
- Dekanat Sulejowski (Sulejów, Piotrków Trybunalski, Bujny, Milejów, Witów, Włodzimierzów)
- Dekanat Szczercowski (Szczerców, Chabielice, Kaszewice, Restarzew, Rusiec, Stróża, Kluki)
- Dekanat Tomaszowski (Tomaszów Mazowiecki, Ujazd, Chorzęcin)
- Dekanat Tuszyński (Tuszyn, Dąbrowa-Pawlikowice, Dłutów, Wadlew, Żeronie, Wola Kamocka, Czarnocin, Rzgów, Srock)
- Dekanat Widawski (Widawa, Marzenin, Brzyków, Grabno, Sędziejowice, Strońsko, Wola Wiązowa)
- Dekanat Wolborski (Wolbórz, Karlin, Będków, Baby-Kiełczówka, Golesze-Swolszewice, Moszczenica)
- Dekanat Zelowski (Zelów, Drużbice, Kociszew, Buczek, Łobudzice, Parzno, Pożdżenice, Wygiełzów)
- Dekanat Zgierski (Zgierz, Dąbrówka Wielka, Biała)

## Zakony męskie
| Męskie                                                | Adres                                                                                           |
| ----------------------------------------------------- | ----------------------------------------------------------------------------------------------- |
| Bonifratrzy                                           | Łódź, ul. Kosynierów Gdyńskich                                                                  |
| Dominikanie                                           | Łódź, ul. Zielona Łódź, ul. Sienkiewicza                                                        |
| Filipini                                              | Tomaszów Mazowiecki, ul. Niska                                                                  |
| Franciszkanie                                         | Łódź, ul. Pankiewicza Piotrków Trybunalski, ul. Słowackiego Brzeziny, ul. Reformacka            |
| Franciszkanie Konwentualni                            | Łódź, ul. Krasickiego Łódź, ul. Krecia Łódź, ul. Okólna Łódź, skwer św. Maksymiliana M. Kolbego |
| Jezuici                                               | Łódź, ul. Sienkiewicza Piotrków Trybunalski, ul. Pijarska                                       |
| Karmelici Bosi                                        | Łódź, ul. Liściasta                                                                             |
| Misjonarze                                            | Pabianice, ul. Zamkowa                                                                          |
| Misjonarze Klaretyni                                  | Łódź, ul. Klaretyńska                                                                           |
| Misjonarze Oblaci                                     | Grotniki, ul. Ozorkowska                                                                        |
| Pallotyni                                             | Łódź, ul. Łagiewnicka                                                                           |
| Pasjoniści                                            | Łódź, al. Pasjonistów                                                                           |
| Paulini                                               | Łódź, ul. Pasterska                                                                             |
| Redemptoryści                                         | Łódź, ul. Piekarska Piotrków Trybunalski, al. Armii Krajowej                                    |
| Salezjanie                                            | Łódź, ul. Kopcińskiego Łódź, ul. Wodna Lutomiersk, ul. Kopernika                                |
| Sercanie                                              | Bełchatów, ul. Sercańska                                                                        |
| Wspólnota kontemplacyjna "Słudzy Ducha Pocieszyciela" | Swolszewice Małe, ul. Trzciniec                                                                 |

## Zakony żeńskie
| Żeńskie                          | Adres |
| -------------------------------- | --- |
| Antonianki                       | Łódź, ul. Janosika Łódź, ul. Broniewskiego |
| Bernardynki                      | Łódź, ul. Rudzka Brzeziny, ul. Kościuszki |
| Córki Bożej Miłości              | Pabianice, ul. Warszawska |
| Dominikanki                      | Piotrków Trybunalski, ul. Rycerska |
| Faustynki                        | Łódź, ul. Gogola |
| Felicjanki                       | Łódź, ul. Jonschera Rzgów, ul. Ogrodowa |
| Franciszkanki Misjonarki         | Szczerców, ul. 3 Maja |
| Honoratki                        | Łódź, ul. Lokatorska Łódź, ul. Wierzbowa |
| Jadwiżanki Wawelskie             | Łódź, ul. Skorupki |
| Karmelitanki Bose                | Łódź, ul. św. Teresy od Dzieciątka Jezus |
| Karmelitanki Dzieciątka Jezus    | Łódź, ul. Złocieniowa Łódź, ul. św. Wojciecha Kluki, Kaszewice Ksawerów, ul. Gwiezdna                                                                        |
| Karolanki                        | Łódź, ul. Skrzatów Łódź, ul. Jutrzenki Pabianice, ul. Karniszewicka                                                                                          |
| Misjonarki Miłości               | Łódź, ul. Struga |
| Misjonarki Świętej Rodziny       | Łódź, al. Pasjonistów |
| Natiwitanki                      | Łódź, ul. 1 Maja Grotniki, ul. Topolowa |
| Nazaretanki                      | Łask, ul. Komuny Paryskiej Łódź, ul. św. Stanisława Kostki                                                                                                   |
| Pasjonistki                      | Łódź, ul. Skorupki Tomaszów Mazowiecki, ul. Polskiej Organizacji Wojskowej                                                                                   |
| Pasterki                         | Łódź, ul. Skalna |
| Pocieszycielki                   | Łódź, ul. Strykowska |
| Salezjanki                       | Łódź, ul. Brauna Piotrków Trybunalski, ul. Armii Krajowej |
| Sercanki                         | Łódź, ul. Łąkowa Łódź, ul. Kosynierów Gdyńskich Łask, ul. Kościuszki                                                                                         |
| Siostry Matki Bożej Miłosierdzia | Łódź, ul. Wici Łódź, ul. Krośnieńska |
| Siostry Świętej Rodziny          | Łódź, ul. Żucza Konstantynów Łódzki, ul. Poziomkowa Łódź, ul. Hektarowa                                                                                      |
| Siostry Zgromadzenia "Jedność"   | Wolbórz, ul. Kościuszki |
| Służebniczki NMP NP              | Łódź, ul. Biegańskiego Łódź, ul. Mirtowa Łódź, ul. Kosynierów Gdyńskich Łódź, ul. Skorupki Łódź, ul. Rzgowska Łódź, ul. Sienkiewicza Stryków, ul. Warszawska |
| Służebniczki NP NMP              | Piotrków Trybunalski, ul. Wojska Polskiego |
| Służki NMP                       | Tuszyn, ul. Brzezińska |
| Siostry Serc Jezusa i Maryi      | Koluszki, ul. Budowlanych |
| Siostry Miłości Miłosiernej      | Bełchatów, ul. Czapliniecka |
| Urszulanki SJK                   | Łódź, ul. Obywatelska Łódź, ul. Czerwona Kazimierz, ul. Kilińskiego Ozorków, ul. Łęczycka                                                                    |

## Instytucje
- Kuria metropolitalna
- Sąd diecezjalny
- Wyższe Seminarium Duchowne w Łodzi
- Łódzka kapituła katedralna
- Caritas Archidiecezji Łódzkiej
- Dom księży emerytów
- Archiwum archidiecezjalne
- Muzeum archidiecezjalne
- Archidiecezjalne Wydawnictwo Łódzkie

## Protonotariusze apostolscy
- ks. infułat Andrzej Dąbrowski
- ks. infułat Józef Fijałkowski – wikariusz biskupi (od 2005)
- ks. infułat Jan Sobczak (od 2000)

## Główna świątynia
- Archikatedra w Łodzi (rocznica poświęcenia: 15 października)

## Patroni
- Główny patron: Św. Józef Oblubieniec Najświętszej Dziewicy
- Święty Andrzej Bobola, męczennik
- Święty Stanisław Kostka
- Święta Faustyna Kowalska, patronka Łodzi